# Heinrich Hörlein
Philipp Heinrich Hörlein (né le 5 juin 1882 à Wendelsheim, mort le 23 mai 1954 à Wuppertal) est un chimiste, entrepreneur et Wehrwirtschaftsführer allemand.

## Biographie
Ce fils d'un agriculteur étudie la chimie dans les universités de Darmstadt et d'Iéna. En 1903, il obtient son doctorat auprès de Ludwig Knorr et devient chercheur avant de rejoindre Bayer en 1909. En 1911, il intègre Labor, producteur du Phénobarbital, puis devient directeur adjoint et membre suppléant du conseil d'administration. Après la fondation d'IG Farben, il est en 1926 membre adjoint puis en 1931 entier du CA.
Hörlein dirige la recherche pharmaceutique de Bayer, embauche Gerhard Domagk pour établir un nouveau laboratoire de recherche en pathologie et en bactériologie à Wuppertal. Ils sont tous les deux convaincus de pouvoir combattre les maladies bactériennes chimiquement. Domagk découvre la sulfamidochrysoïdine, brevetée en 1935 sous le nom de Prontosil, premier médicament antibactérien commercialement exploitable. Cette découverte lui vaut le prix Nobel de physiologie ou médecine de 1939.
En 1926, Hörlein reçoit un doctorat honoris causa de l'université de Munich, est professeur honoraire à Düsseldorf en 1932. Il rejoint le NSDAP en 1933. Il devient le directeur de l'usine de Wuppertal qui produit du tabun, du sarin et du soman. Il est président du conseil de surveillance de la Deutsche Gesellschaft für Schädlingsbekämpfung. En octobre 1939, il participe à une réunion sur la production de gaz toxiques à la Heereswaffenamt et est en 1941 Wehrwirtschaftsführer. En 1939, il est sénateur de la Société Kaiser-Wilhelm .
Après son arrestation le 16 août 1945 par l'armée américaine, il est acquitté lors du Procès IG Farben de tous les chefs d'accusation le 30 juillet 1948. Il revient travailler à l'usine de Wuppertal. En 1952, il devient président des usines de Bayer et sénateur de la société Max-Planck. En 1954, il est nommé professeur honoraire à l'Académie médicale de Düsseldorf. Au mois de mai de la même année, il meurt à Wuppertal. Sa veuve créé en 1958 un prix portant son nom récompensant des travaux de médecine humanitaire.